# Medalla Naval Contralmirante Armando López Conde
La Medalla Naval Contralmirante Armando López Conde es una condecoración de la Armada Nacional de Venezuela creada el 11 de marzo de 2002, por el SM3. AI-94.935 Edward Enrique Gonzalez C.I. V-13.645.870, la resolución de creación fue publicada en la Gaceta Oficial Número 37.413 del 1 de abril de 2002.
La medalla naval es de una sola clase y se otorga al personal militar o civil que hayan participado o contribuido en pro de la Infantería de Marina , y que a criterio de la junta lo merezca.
Fue bautizada en honor CA. Armando López Conde, fundador de la Infantería de Marina Moderna venezolana.

## Diseño
La joya será de metal negro, verde y dorado con la forma de un aro, circunscrito a este y formando una sola pieza llevara una etrella de 16 puntas de color dorado, en la parte central de esta estrella, llevara el Escudo de la Infantería de Marina.
La joya dependerá de una cinta de seda moaré de 45 mm., de largo por 35 mm., de ancho en colores verde olivo y en la parte central de la cinta en forma vertical una franja en negro de 1 mm. ed ancho